# En el nombre del rey 2
En el nombre del rey 2: Dos mundos (también conocida como En el nombre del rey 2) es una película de aventuras y fantasía de 2011 dirigida por Uwe Boll. La película está protagonizada por Dolph Lundgren, Natassia Malthe y Lochlyn Munro. Es la secuela de En el nombre del rey de 2007, protagonizada por Jason Statham. La película fue lanzada en DVD y Blu-ray en los Estados Unidos y Canadá el 27 de diciembre de 2011.

## Argumento
Granger, un exsoldado de las Fuerzas Especiales y que vive en el Vancouver contemporáneo, es empujado al pasado a través de un portal del tiempo y tras luchar contra un pequeño grupo de asesinos encapuchados que intentan matarlo. Al salir del portal se encuentra a varios siglos atrás en el pasado, en el boscoso Reino de Ehb, devastado por la guerra. El rey lo envía en una búsqueda para cumplir una antigua profecía. 
Granger se une a una banda poco probable de aliados, acompañada por una doctora llamada Manhattan. Su objetivo es matar al líder de los "Oscuros", una bruja conocida solo como la Santa Madre. Luchando contra viento y marea, Granger debe liberar la tierra de las garras del malvado tirano Raven, salvar el reino y encontrar la manera de volver a su propio tiempo.

## Reparto
- Dolph Lundgren como Granger
- Lochlyn Munro como El Rey / Cuervo
- Natassia Malthe como Manhattan
- Christina Jastrzembska como Santa Madre
- Aleks Paunovic como Allard
- Natalia Guslistaya como Elianna
- Elisabeth Rosen como Vidente
- Michael Adamthwaite como Thane
- Michaela Mann como mujer joven
- Noah Beggs como Pudgy Dark One
- Heather Doerksen como Dunyana

## Secuela
Una tercera película, En el nombre del rey 3: La última misión, se estrenó en 2014. La película está protagonizada por Dominic Purcell; Uwe Boll la volvió a dirigir.